# مکتوبات (آخوندزاده)
رسالهٔ مکتوبات کمال‌الدوله به شاهزاده جمال‌الدوله یا به طور خلاصه مکتوبات نام کتابی است که توسط میرزا فتحعلی آخوندزاده در سال ۱۲۴۴ خورشیدی (۱۲۸۲ ه‍.ق یا ۱۸۶۵ م) نوشته شده‌است. مکتوبات را می‌توان مقدمه‌ای بر جریان روشنفکری در ایران دانست. این کتاب هیچ‌گاه در ایران منتشر نگردید، اما بعد از مرگ آخوندزاده متن فارسی آن در سال ۱۹۸۵ میلادی توسط نشریات علم در باکو منتشر شد.

## موضوع
جوهر رسالهٔ مکتوبات انتقاد بر سیاست و دیانت، یعنی مهم‌ترین بنیادهای اجتماعی دوران قاجار است و انگیزهٔ وی به گفتهٔ خودش «پرورش هشیاری تاریخی است نسبت به گذشته، و ایجاد تفکر ملی و اصلاح و ترقی جامعه است در حال و آینده، تا استبداد سیاسی تغییر پذیرد و مشروطیتِ حکومت و حکومتِ قانون جایگزین آن گردد».
مکتوبات در واقع سه نامه و یک پاسخ نامه است که از سوی کمال‌الدوله، شاهزادهٔ ایرانی‌تبار هندوستان، به دوستش جلال‌الدوله، شاهزادهٔ دیگری در مصر، فرستاده شده‌است. گویا جلال به کمال پیشنهاد می‌دهد که بعد از سیر و سیاحت فرانسه و انگلیس و آمریکا، سفری هم به ایران داشته باشد؛ و این نامه‌ها بعد از دیدار وطن در دوران ناصرالدین‌شاه نوشته و به مصر فرستاده می‌شوند، کمال هم در نامه های خود از وضعیت ایران آنروز و برخی از عادات ایرانیان مانند کتک زدن کودکان ، مهم نبودن وقت ... انتقاد می کند و اوضاع و احوال بد ایران و ایرانی را به دلیل حمله اعراب مسلمان به ایران ساسانی می داند و فردوسی را به عنوان تنها شاعر خودآگاه ایرانی معرفی می کند و نامه رستم فرخزاد به برادرش را که در شاهنامه آمده است به عنوان سرگذشت ایران پس اسلام مناسب می داند. خود آخوندزاده شاید از هراس تکفیر و ارتداد، همهٔ تقصیرات را به کل به گردن شخصیت داستانش می‌اندازد و در ابتدای مکتوبات می‌نویسد که نامه‌ها را از جایی به دست آورده و خودش به کلی با حرف‌های کمال‌الدوله مخالف است و جوابیهٔ جلال‌الدوله را می‌پسندد. اما با این حال، از زمان نوشتنش تاکنون این رساله در ایران هیچ‌گاه اجازهٔ چاپ نیافت. او در نامه‌ای به میرزا ملکم‌خان می‌گوید که «انتشار کمال‌الدوله برای من میسر نگردید، شاید پس از صد سال اخلاف ما به چاپ این تألیف موفق بشوند…».